# ناهض حتر
ناهض حتر (1960 – 25 سبتمبر 2016) هو كاتب وصحفي يساري أردني ولد لعائلة مسيحيّة تنحدر من مدينة الفحيص القريبة من العاصمة عمان، خريج الجامعة الأردنية قسم علم الاجتماع والفلسفة، ماجستير فلسفة في الفكر السلفي المعاصر.
سجن مرات عديدة أطولها في الأعوام 1977 و 1979 و 1996. تعرض لمحاولة اغتيال سنة 1998 أدت به إلى إجراء سلسلة من العمليات الجراحية. اضطر لمغادرة البلاد لأسباب أمنية إلى لبنان سنة 1998. وكان مقيماً في عمان قبيل اغتياله. له عدة إسهامات فكرية في نقد الإسلام السياسي، والفكر القومي والتجربة الماركسية العربية. إسهامه الأساسي في دراسة التكوين الاجتماعي الأردني. كان حتر قبل وفاته كاتباً في صحيفة الأخبار اللبنانية، موقوف عن الكتابة في الصحافة الأردنية منذ أيلول 2008.

## حياته المهنية
عمل حتر صحفياً وكاتباً في عدد من الصحف المقروءة والمواقع الإلكترونية كان من بينها صحيفة المجد الإسبوعية التي تأسست أواسط التسعينيات من القرن الماضي وهي صحيفة تابعة لحزب البعث العربي الاشتراكي (الأردن)، وصحيفة العرب اليوم، كان رئيس تحرير موقع كل الأردن الإلكتروني أواسط العقد الماضي، عمل مستشاراً إعلامياً ورئيساً للدائرة الثقافية في البنك الأهلي أواخر التسعينيات حتى منتصف العقد 2000.

### أفكاره السياسية
كان حتر عضواً سابقاً في الحزب الشيوعي الأردني وناشطاً في التيار اليساري عموماً ومن مؤسسي حركة اليسار الاجتماعي الأردني، ويعتبر من رموز الحركة الوطنية الأردنية في العقد الأول من القرن الحالي، عُرف عنه بمواقفه المعارضة للثورة السورية والمؤيدة لنظام بشار الأسد.

### معتقده
بالرغم من أن حتر ولد مسيحياً إلا أنه كان يعتبر نفسه ملحداً.

## مؤلفاته
- دراسات في فلسفة حركة التحرر الوطني.
- الخاسرون: هل يمكن تغيير شروط اللعبة؟.
- في نقد الليبرالية الجديدة، الليبرالية ضد الديمقراطية.
- وقائع الصراع الاجتماعي في الأردن في التسعينيات.
- الملك حسين بقلم يساري أردني.
- المقاومة اللبنانية تقرع أبواب التاريخ.
- العراق ومأزق المشروع الإمبراطوري الأميركي.

## تهمة الإساءة للذات الإلهية
استدعت السلطات الأردنية ناهض حتر على خلفية إعادة نشره لرسم كاريكاتير اعتبر مساً بالذات الإلهية على صفحته على موقع الفيسبوك، وعلق عليها بعبارة «رب الدواعش» ما أثار جدلاً واستياء على مواقع التواصل الاجتماعي. وقد أفرج عنه بتاريخ 8 سبتمبر 2016 مقابل كفالة عدلية.

### ردود فعل
طالبت جماعة الإخوان المسلمين السلطات الأردنية في بيان لها بإنزال «أقصى العقوبات بحقّ الكاتب ناهض حتّر، ووصفت الجماعة نشر الكاريكاتير بالجريمة المحرضة على الفتنة الطائفية بين الأردنيين. واعتبرت الأمر استفزازا لكل أردني، وتطاولا على معتقداته، وإساءة لدستور الدولة الذي ينص على أن دين الدولة الإسلام». بينما أعلنت مؤسسة «الإفتاء العام» في الأردن أن حتّر هو مِن الذين «تطاولوا على الذات الإلهيّة، والرموز الدينيّة، وشنّوا هجمة شرسة على هذا الدين للنيل منه وتشويه مفاهيمه، وإننا نطالب بتغليظ العقوبات»

## اغتياله

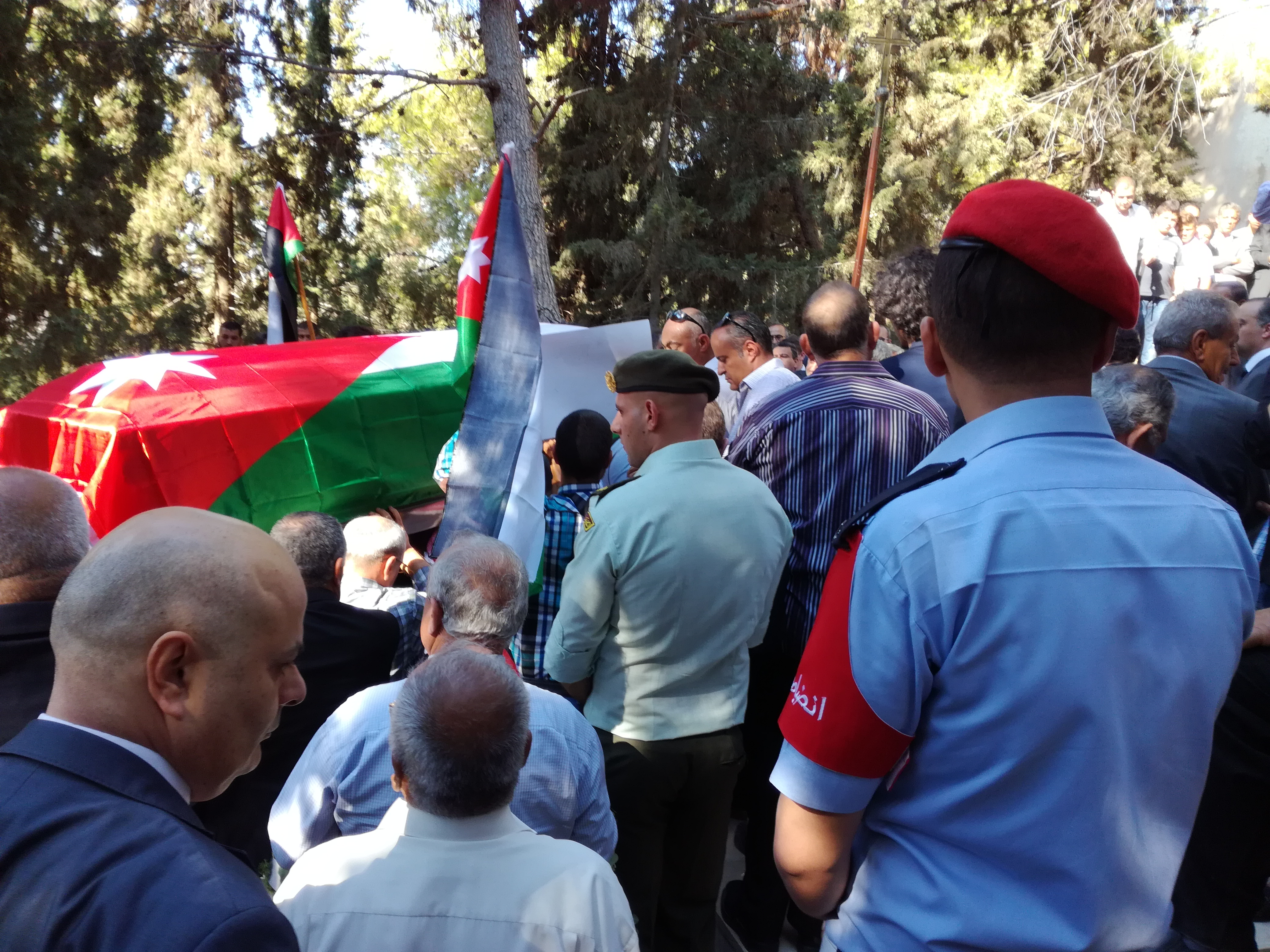
خلال تشييع جثمان ناهض حتر في مقبرة الفحيص 28 سبتمبر 2016

في صباح يوم الأحد الخامس والعشرين من سبتمبر عام 2016، تم اغتياله بثلاث رصاصات اخترقت رأسه بالقرب من قصر العدل في منطقة العبدلي في عمّان أثناء توجهه لحضور جلسة محاكمته ووفق ما ذكرت الشرطة الأردنية في بيانها، أنّه أُسعف على الفور ونقل إلى المستشفى لكن سرعان ما لبث أن فارق الحياة، كما أنّه فور إطلاق النار، تمكّن رجال الأمن العام الموجودين على مقربة من الحادث من القبض على مطلق النار والسلاح الناري الذي كان بحوزته قبل أن تباشر التحقيقات معه.

### تفاصيل العملية
قال الإعلامي محمد الجغبير، أحد الذين كانوا يرافقون ناهض حتر لحظة الاغتيال، إنه تم إطلاق النار عليه في تمام الساعة التاسعة والربع صباحا عند البوابة الخارجية لقصر العدل والمخصصة لدخول الرجال، وأن إطلاق النار تم من مسافة متر من مسدس (عيار 9 ملم)، لونه فضي، بينما كان الجاني يتمتم بصوت منخفض ولم يفهم كلامه، وكان يرتدي ثوبا رماديا «دشداشة»، وهو ذو لحية طويلة وشارب خفيف، وتلقى حتر أول رصاصة في صدره ما أدى إلى سقوطه أرضا، قبل أن يتلقى رصاصات عدة منها في مختلف أنحاء جسمه، وحاول الجاني الفرار من خلال كراج المركبات الخاص بالمحكمة، لكن ابن الكاتب حتر ومجموعة من المواطنين بالإضافة إلى رجال الأمن طاردوه وتمكنوا من إلقاء القبض عليه. وأشار الجغبير إلى عدم وجود أي نوع من الحماية للكاتب.

### مجريات التحقيق والمحاكمة
كشفت التحقيقات التي أجرتها الأجهزة الأمنية الأردنية أن القاتل مواطن أردني وهو إمام في أحد مساجد العاصمة ويحمل شهادة البكالوريوس في الهندسة الكهربائية ويتبنى أفكار «حزب التحرير» المحظور، ومن سكان منطقة الهاشمي الشمالي التي يقطنها المغدور أيضًا.
في 20 كانون الأول 2016، أصدرت محكمة أمن الدولة الأردنية حكم بالإعدام شنقاً لقاتل الكاتب الصحفي ناهض حتر، حيث أدانت القاتل بتهمة القيام بأعمال إرهابية واستخدام أسلحة نارية أفضت إلى موت إنسان، وأما المتهمين الآخرين بالقضية، فقد عدلت المحكمة التهمة الموجهة لهما من جناية التدخل بعمل إرهابي إلى جنحة التدخل ببيع سلاح ناري، وأصدرت حكماً يقضي بسجنهما عاماً واحداً.

### ردود فعل
- في بيان لذوي الكاتب حتر نشر على موقع صحيفة الرأي أعلنوا من خلاله نرفض استلام الجثة حتى محاسبة المحرضين، والذين زرعوا خطاب الفتنة.[27]
- في رد الحكومة الأردنية على حادثة الاغتيال، استنكر وزير الدولة لشؤون الإعلام الناطق الرسمي باسم الحكومة محمد المومني الحادثة، وأكد أن الحكومة والأجهزة الأمنية والقضاء ستحاسب من اقترف هذه الجريمة النكراء، وأضاف أنّ القانون سيطبق بحزم على من قام بهذا العمل الآثم.[28]
- دان نقيب الصحفيين الأردنيين طارق المومني قتل الكاتب ناهض حتر، قائلاً ندين هذا العمل الجبان بأقسى العبارات، ونعتبره تطاولا على القانون وخروجا عليه، ولا يجوز أن يؤدي الخلاف في الفكر إلى هذه النتيجة.[29]
- استنكر حزب جبهة العمل الإسلامي جريمة القتل التي أودت بحياة الكاتب ناهض حتر، ورفض الحزب تجاوز القانون، مؤكدا أخذ المؤسسات القضائية والأمنية دورها.[30]
- دانت نقابة المهندسين الأردنيين جريمة الاغتيال في بيان قالت فيه: «نحن في دولة قانون ومؤسسات تتمتع بقضاء نزيه وعادل وخاصة ان قضية الكاتب ناهض حتّر ما زالت معروضة على القضاء ولم يصدر فيها حكم قضائي، ولا يجوز لأحد كائنا من كان أن ينصب نفسه قاضيا ويصدر الحكم وينفذه بنفسه».[31]
- قال «حزب الله»، في بيان صدر عنه، إنه «كان مناضلاً كبيراً في مواجهة المشروع الصهيوني ومدافعاً عن القضية الفلسطينية وعن محور المقاومة الذي يتصدى لهذا المشروع وينتصر لهذه القضية، كما كان بحق صوتاً شجاعاً ومدوياً في مناهضة حركة التكفير والإلغاء والإقصاء والإبادة»[32]
- أدانت المديرة العامة لليونسكو، إيرينا بوكوفا، مقتل ناهض حتر، الذي يشكل اعتداءً جسيماً على حرية التعبير ويؤثر على المجتمع الأردني ككل.[33]
- هيومن رايتس ووتش: صرحت مديرة شؤون الشرق الأوسط وشمال أفريقيا سارة ليا ويتسون: "إن مقتل ناهض حتر بدون وعي أمام محكمة في عمان يأتي في أعقاب اتهامات الحكومة غير المبررة ضده بسبب رسم كاريكاتوري نشره على صفحته على فيسبوك"، مضيفًا أن "الملاحقات القضائية التعسفية من أجل تشويه السمعة الدينية للناس وجعلهم أهدافًا لأعمال الانتقام.[34]

### التشييع والعزاء
في 28 سبتمبر 2016 وبعد رفض عائلة حتر تسلم جثمان ناهض حتى تتم محاكمة القاتل. وافقت على تسلمها نزولاً عند رغبة والدته.
حيث شارك آلاف الأردنيين من تيارات دينية وسياسية مختلفة في تشييع مهيب جرى في بلدته الفحيص، شمال غرب العاصمة الأردنية عمان، وتحت حراسة أمنية مشددة. كما وشاركت شخصيات رفيعة المستوى في التشييع من بينها رئيس الوزراء السابق عبدالله النسور ورئيس الوزراء السابق معروف البخيت. انطلقت مراسم الجنازة من منزل عائلة حتر في جبل اللويبدة في عمان إلى كنيسة اللاتين وسط بلدة الفحيص حيث أقيمت الجنازة وسط حضور أمني كثيف، فيما لفّ النعش بالعلم الأردني، ثم تم دفنه في مقبرة البلدة في كنيسة قلب مريم الطاهر.
حضر العزاء كبار شخصيات الدولة الأردنية على رأسها الملك عبد الله الثاني بن الحسين، ورئيس مجلس الأعيان فيصل الفايز ورئيس الوزراء هاني الملقي.

## وصلات خارجية
- جنازة حتر في صور